# Сибирка (приток Тагила)
Сибирка — река на Среднем Урале, в окрестностях города Верхнего Тагила Свердловской области России. Устье реки находится в 374 км по левому берегу реки Тагил. Длина реки Сибирки составляет 11 километров. В среднем течении устроен золоотвал Верхнетагильской ГРЭС.

## Данные водного реестра
По данным государственного водного реестра России, река Сибирка относится к Иртышскому бассейновому округу, речному бассейну Иртыша, речному подбассейну Тобола. Водохозяйственный участок — Тагил от истока до города Нижнего Тагила без реки Чёрной.
Код объекта в государственном водном реестре — 14010501412111200005126.